# Бременский университет Якобса
Бременский Университет Якобса (англ. Jacobs University Bremen) — международный частный исследовательский университет, расположенный в Фегезаке, Бремен, Германия. Он предлагает учебные программы в области инженерных, гуманитарных, естественных и социальных наук, по которым студенты могут получить степень бакалавра, магистра или доктора. В университете учатся студенты из более чем 120 стран. Иностранцы составляют около 80% студентов и  33% преподавателей. Университет Якобса сочетает в себе черты типичных высших учебных заведений США и Германии.
Процесс приема в Университет Якобса соответствует американской системе.

## История

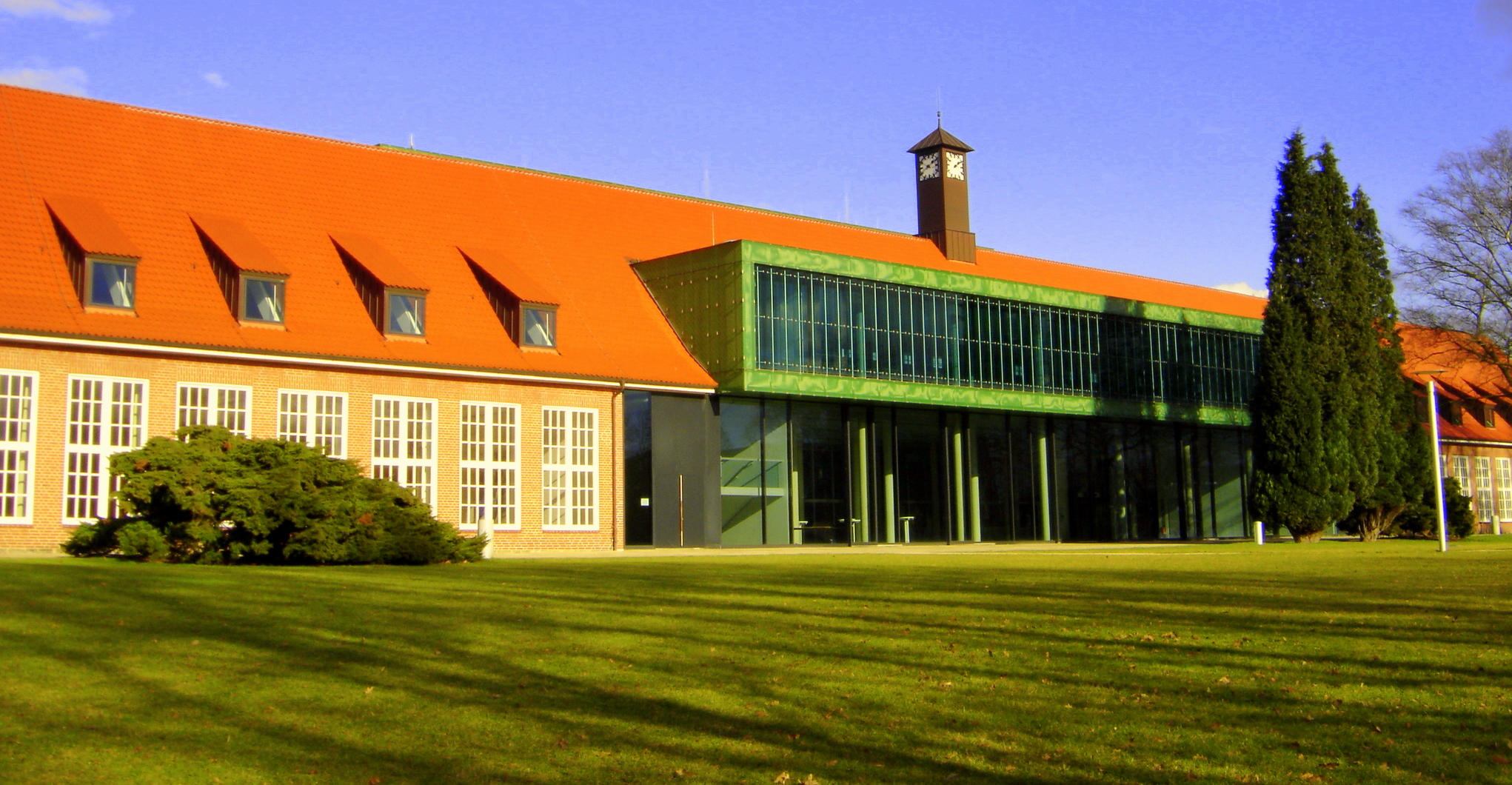
Jacobs University Bremen Campus Center

Международный университет Бремена был основан в 1999 году при поддержке Бременского университета, Университета Райса в Хьюстоне, Техас, и города Бремен. Первые студенты приступили к занятиям в 2001 году. После того, как университет столкнулся с финансовыми проблемами, Фонд Якобса инвестировал в него 200 миллионов евро в ноябре 2006, получив таким образом две трети доли участия в партнерстве. В начале 2007 года университет сменил название на Jacobs University Bremen.
Кампус расположен на месте бывших казарм Роланда в районе Бремен-Грон. Эти здания были построены в 1938 году. После Второй мировой войны они использовались Международной организацией беженцев как лагерь для перемещенных лиц Кэмп Грон под управлением американских войск. В 1955 году, вскоре после формирования бундесвера Кэмп Грон был передан в ведение правительства Германии и переименован в „казармы Роланда“. Во время холодной войны там располагалась школа войск обеспечения Бундесвера. В 1999 году военная база была расформирована.
На территории кампуса площадью около 34 гектаров расположены четыре жилых здания; административные здания; лекционные залы и лаборатории; Центр информационных ресурсов (IRC), где расположена библиотека; спортивные сооружения; развлекательные заведения и парки.

### Финансирование
В 2017 году, по окончании четырехлетнего плана по реорганизации, Университет Якобса имел доход в размере 50,2 млн евро, что на 2,8 млн евро (5,9 процента) больше, чем в предыдущем году. По сравнению с 2012 годом, убытки университета постепенно сокращались. В 2014 году в рамках реструктуризации университет сократил 65 рабочих мест.
Преподаватели Университета Якобса также привлекали стороннее финансирование. В 2017 году каждый профессор привлек в среднем 205 900 евро стороннего финансирования.
Долгосрочное финансирование Университета Якобса  - причина постоянных дискуссий в Бремене. Университет получает средства из различных источников, включая плату за обучение, пожертвования, стороннее финансирование, деловое сотрудничество и взносы Фонда Якобса. Финансирование от федеральной земли Бремен, составлявшее три миллиона евро в год, прекратилось в 2017 году.
В июне 2018 года Фонд Якобса решил поддержать университет до 2027 года, согласившись выделить до 100 миллионов швейцарских франков. Одновременно город Бремен выступил гарантом ссуды на начальном этапе развития университета, чтобы укрепить финансовые возможности учреждения в долгосрочной перспективе.

## Организация
Управляет университетом некоммерческая компания Jacobs University Bremen gGmbH. В соответствии с уставом она имеет четыре органа: советники, Попечительский совет, Совет управляющих и Исполнительный совет, в который входят директор-распорядитель и президент. Совет управляющих принимает решения по всем фундаментальным вопросам развития университета, включая назначение президента и профессоров. Кристиан Якобс, старший сын предпринимателя и мецената Клауса Якобса, является членом попечительского совета.

### Руководство университета
1 декабря 2019 проф. Antonio Loprieno занял пост президента университета, сменив проф. Михаэля Хюльсманна. Проф. Antonio Loprieno (президент и председатель Исполнительного совета), д-р Michael Dubbert и проф. Томас Ауф дер Хайде составляют Исполнительный совет университета.
Президенты Университета Якобса в хронологическом порядке
- 1999 – 2006 Dr. Fritz Schaumann[18]
- 2006 – 2012 Prof. Dr. Joachim Treusch[19]
- 2013 Prof. Dr. Heinz-Otto Peitgen[20]
- 2014 – 2018 Prof. Dr.-Ing. Katja Windt[21]
- 2018 – 2019 Prof. Dr. Michael Hülsmann[22]
- С 2019 года - Prof. Dr. Antonio Loprieno[23]

Совет управляющих возглавляет д-р Клаудиа Шиллинг, сенатор по вопросам юстиции и конституции и сенатор по науке и портам, Бремен.

## Наука и преподавание

### Учебные программы
Факультеты Университета Якобса разделены на три основных направления:
1. Мобильность (англ. Mobility)
2. Здоровье (англ. Health)
3. Разнообразие (англ. Diversity)
В рамках этих основных направлений существует 15 программ на первую и вторую степень и 7 - на докторскую. Кроме того, Университет Якобса также предлагает подготовительный и ориентационный год - программу Foundation Year. Программа была создана, чтобы помочь студентам выбрать свой будущий путь обучения и соответствовать международным критериям приема.
Занятия, как правило, проходят на английском языке. Магистр по психологии (MSc Psychologie) - единственная учебная программа, которая требует знания немецкого языка. Студенты участвуют в исследовательской работе  с первого семестра. На пятом семестре у них есть возможность учиться за границей.
Учебные программы Университета Якобса:
Мобильность (людей, товаров и информации):
- Промышленная инженерия и менеджмент (бакалавр)
- Математика (бакалавр)
- Компьютерные науки (бакалавр)
- Электротехника и компьютерная инженерия (бакалавр)
- Интеллектуальные мобильные системы (бакалавр, англ. Intelligent Mobile Systems)
- Инженерия данных (MSc, англ. Data Engineering)
- Управление цепями поставок (MSc)

Здоровье (с акцентом на биоактивные вещества):
- Биохимия и клеточная биология (бакалавр)
- Химия (бакалавр)
- Медицинская химия и химическая биология (бакалавр)
- Науки о Земле и окружающей среде (бакалавр)
- Физика (бакалавр)

Разнообразие (в современных обществах):
- Глобальная экономика и менеджмент (BA)
- Международное деловое администрирование (BA)
- Интегрированные социальные науки (BA)
- Международные отношения : политика и история (BA)
- Психология (BA)
- Международные отношения (MA)
- Психология (MSc)
- Изменяющиеся жизни в меняющихся социокультурных контекстах (BIGSSS) (PhD)
- Глобальное управление и региональная интеграция (BIGSSS) (PhD)
- Социальное государство, неравенство и качество жизни (BIGSSS) (PhD)

### Стоимость обучения и сборы
В 2020 году стоимость обучения, включая проживание и питание, составляет 28 650 евро в год. Некоторые студенты могут рассчитывать на гранты и стипендии. Кроме того, университет предлагает студенческие кредиты по американской модели.

### Студенты университета
По состоянию на декабрь 2019 года  в университете учатся более 1500 студентов из более чем 120 стран. Большинство студентов - из Германии (18%), за ней следует Индия (8,7%), Пакистан (5,8 %), Непал (6,6 %), Китай (4,8 %), США (4,2 %), Албании (3,8 %), Эфиопия (2,7 %), Южная Корея (2,5 %) и Марокко (2,2 %). Существуют программы обмена с 26 международными партнерами.
Подавляющее большинство студентов живут на территории одного из четырех колледжей. Существует более 50 студенческих клубов на спортивную, социальную, политическую и культурную тематику. Студенты организуют в кампусе ряд регулярных мероприятий, таких как конференции, дни культуры, спортивные соревнования и художественные выставки.
В Университете  Якобса  есть две группы студенческого самоуправления: Правительство студентов бакалавриата (USG) и Ассоциация студентов магистратуры (GSA), представляющие группу студентов и аспирантов, соответственно.

### Исследовательская работа
Исследования в трех основных областях являются важной опорой Университета  Якобса. Он участвует во многих международных и национальных исследовательских проектах. Исследовательские проекты Университета Якобса финансируются Немецким исследовательским фондом, Рамочной программой исследований и инноваций Европейского Союза, а также ведущими мировыми компаниями. Профессора часто привлекают студентов к своей исследовательской работе с первого семестра.

### Рейтинги
В национальных и международных рейтингах университетов Университет  Якобса получает высокие оценки. Согласно рейтингу мировых университетов Times Higher Education World University Rankings 2020, Университет Якобса входит в число 25% лучших университетов мира и является самым международным университетом Германии. В рейтинге молодых университетов THE Young University Rankings 2019 Университет Якобса занимает 26-е место среди молодых университетов мира и входит в пятерку лучших в Германии. В рейтинге THE лучших малых университетов Университет  Якобса- единственный представленный немецкий университет, он занимает десятое место в мире.
В рейтинге CHE University Ranking в 2019 году университет занял лидирующие позиции по предметам электротехника, информационные технологии и психология, в 2018 - по географическим, социальным и политическим наукам, в 2017 - по экономике и промышленной инженерии.
В международном рейтинге университетов U-Multirank Университет Якобса вошел в пятерку лучших университетов Германии в 2017 году .
Согласно рейтингу показателей USNWR за 2019 год, Университет Якобса занял 364-е место в Европе, 57-е место в Германии и 535-е место по химии в мире.

### Партнерские отношения
Университет сотрудничает с местными и международными партнерами, включая обмен студентами, мобильность преподавателей, совместные программы и исследовательское сотрудничество. В число партнеров входят такие учреждения, как Университет Карнеги — Меллона, Университет Райса, Эдинбургский университет, Уппсальский университет, Институт полярных и морских исследований Альфреда Вегенера (AWI), Технион.

### Ассоциация выпускников
Ассоциация выпускников Университета Якобса была основана в 2004 году. В её состав входит около 2400 членов; туда вступают около 70 процентов всех выпускников. В 2008 году была основана компания с ограниченной ответственностью под названием Jacobs University Bremen Alumni & Friends GmbH, которая заложила правовую основу, чтобы дать выпускникам право голоса в развитии университета. Компания с ограниченной ответственностью, 99 процентов которой принадлежит Ассоциации выпускников, а один процент - университету, является одним из трех акционеров Университета Якобса и владеет шестой частью акций школы. Президент Ассоциации выпускников также является членом Совета управляющих, тем самым принимая очень активную роль в формировании будущего университета.

## Сотрудничество с бизнесом
Университет Якобса предлагает компаниям различные возможности для сотрудничества, которые включают долгосрочное сотрудничество в области исследований, предоставление научных услуг в рамках краткосрочных научно-исследовательских проектов или обучение младшего и управленческого персонала.

## Внешние ссылки
- Официальный сайт
- Ассоциация выпускников Якобса
- BIGSSS, Бременская международная высшая школа социальных наук